# Râul Valea Babei, Bădeni
Râul Valea Babei este un curs de apă, afluent al râului Bădeni. 